# 切舍姆聯足球會
切舍姆聯足球會（Chesham United）是一支位於英格蘭白金漢郡切舍姆的職業足球會，23/24於英格蘭足球南部聯賽超聯組南獲冠軍，來季升至英格蘭足球全國聯賽南角逐。

## 外部連結
- Club website （页面存档备份，存于）